# Osetnica (potok)
Osetnica (cz. Ošetnice) – potok w Czechach w kraju morawsko-śląskim, prawy dopływ Łomnej.
Potok wypływa w Beskidzie Morawsko-Śląskim na wysokości ok. 695 m n.p.m. Źródło znajduje się na terenie Obszaru Chronionego Krajobrazy Beskidy, na zboczach między Skałką a Beskydem, kilkadziesiąt metrów od Europejskiego Działu Wodnego (mający swe źródła 250 m na zachód potok Renštok znajduje się już w dorzeczu Kisucy, a przez to w zlewni Morza Czarnego).
Początkowo Osetnica przez nieco ponad kilometr płynie w kierunku wschodnim, opadając stromo (w przybliżeniu 133,3‰) do Mostów koło Jabłonkowa. Mniej więcej 300 metrów na północ od Przełęczy Jabłonkowskiej osiąga dno Rowu Jabłonkowskiego (ok. 535 m n.p.m.).
Stamtąd meandrując, potok płynie na północ, by po kolejnych ośmiu kilometrach na wysokości ok. 392 m n.p.m. zakończyć swój bieg w Jabłonkowie. Koło jabłonkowskiego sanatorium uchodzi tam do Łomnej, na 1200 m przed ujściem jej samej do Olzy. Odcinek ten cechuje znacznie niższy spadek, ok. 17,9‰.
Zlewnia potoku wynosi 14,8 km². Tok w zdecydowanej większości kręty, nieuregulowany. Przyjmuje on przede wszystkim lewobrzeżne dopływy spływające ze stoków Skalki i Malej Skalki (Šragarski potok, Kawulacký potok, Potůček – część z tych nazw stosowana jest zamiennie). Po stronie wschodniej do Osetnicy dochodzą jedynie kilkudziesięcio- lub kilkusetmetrowe bezimienne cieki wodne (przebiegający w pobliżu potok Lyski odwadniający masyw Girowej uchodzi bezpośrednio do Olzy).